# Marinka Šimić
Marinka Šimić (Dužice, BiH) hrvatska je jezikoslovka, paleoslavistkinja i kroatistica. Istražuje paleografiju i epigrafiju, osobito hrvatsku glagoljicu, hrvatsku ćirilicu, stećke i kajkavizme u rukopisnim tekstovima.

## Životopis
Doktorirala 2001. godine temom Leksik hrvatskoglagoljskoga psaltira. Članica je Matice hrvatske, Hrvatskog filološkog društva i Udruge Stećak iz Širokog Brijega. Djelatnica je Staroslavenskog instituta i znanstveni savjetnik pri Znanstvenom centru izvrsnosti za hrvatsko glagoljaštvo.

## Glavna djela
- "Leksik hrvatskoglagoljskoga psaltira", Zagreb, Filozofski fakultet, 2001.
- "Jezik srednjovjekovnih kamenih natpisa iz Hercegovine", Matica hrvatska Sarajevo 2009.
- "Akademijin brevijar (HAZU III c 12), hrvatskoglagoljski rukopis s konca 14. stoljeća." Staroslavenski institut, Biblioteka Spomenici knjiga 1, (ur.) Vesna Badurina Stipčević, Zagreb 2014.

## Vanjske poveznice
- Tko je tko u hrvatskoj znanosti
- Znanstveni centar izvrsnosti za hrvatsko glagoljaštvo